# Be Not Nobody
Be Not Nobody é o álbum de estreia da cantora e compositora estadunidense Vanessa Carlton, lançado em 2002.

## Faixas
Todas as músicas por Vanessa Carlton, exceto onde anotado.
1. "Ordinary Day" – 3:58
2. "Unsung" – 4:20
3. "A Thousand Miles" – 3:57
4. "Pretty Baby" – 3:55
5. "Rinse" – 4:31
6. "Sway" – 3:57
7. "Paradise" – 4:50
8. "Prince" – 4:09
9. "Paint It Black" (Mick Jagger, Keith Richards) – 3:30
10. "Wanted" – 3:55
11. "Twilight" – 4:49

## Singles
- "A Thousand Miles" (lançado em 12 de fevereiro de 2002)
- "Ordinary Day" (lançado em 2002)
- "Pretty Baby" (lançado em 11 de fevereiro de 2003)

| Críticas profissionais                                                      | Críticas profissionais |
| Avaliações da crítica                                                       | Avaliações da crítica  |
| Fonte                                                                       | Avaliação              |
| --------------------------------------------------------------------------- | ---------------------- |
| allmusic                                                                    | [ 1 ]                  |
| Rolling Stone                                                               | [ 2 ]                  |
| Slant                                                                       | [ 3 ]                  |
| Esta tabela precisa de ser acompanhada por texto em prosa. Consulte o guia. |                        |

## Paradas
| Parada (2002)       | Posição |
| ------------------- | ------- |
| ARIA Chart          | 13      |
| Áustria             | 13      |
| Dinamarca           | 20      |
| França              | 17      |
| Oricon              | 17      |
| RIANZ               | 23      |
| Noruega             | 33      |
| Suécia              | 44      |
| Suíça               | 15      |
| UK Albums Chart     | 7       |
| Billboard 200       | 5       |
| Top Internet Albums | 5       |

## Produção
- Produtor: Ron Fair
- Produtores executivos: Vanessa Carlton, Ron Fair
- Engenheiros de som: Tal Herzberg, Michael C. Ross, Bill Schnee
- Assistente de engenharia: J.D. Andrew, Bryan Cook, Jim Danis, Jay Goin, Erik Reichers, Jeff Rothschild, Chris Steffen, Brian Vibberts, Chris Wonzer
- Mixagem: Hugh Padgham, Jack Joseph Puig, Michael C. Ross
- Masterização: Eddy Schreyer
- A&R: Ron Fair, Elisa Yastic
- Edição digital: Tal Herzberg
- Arranjos: Vanessa Carlton, Ron Fair, Randy Kerber
- Arranjos orquestrados: Ron Fair
- Direção de arte: Drew FitzGerald
- Fotografia: Kurt Iswarienko, Alan Silfen, Jim "Big Jim" Wright
- Ilustrações: Drew FitzGerald
- Estilista: Stephanie Woolf